# وحید دامور
وحید دامور (۲۷ خرداد ۱۳۶۸ – ۲۶ آبان ۱۳۹۸ در فردیس کرج) یکی از کشته‌شدگان اعتراضات آبان ۱۳۹۸ ایران بود.

## زندگی
سید وحید دامور، ۲۷ خرداد سال ۱۳۶۸ متولد شد. او فرزند سوم خانواده بود و همراه والدینش زندگی می‌کرد. پدرش کارگر و مادرش خانه‌دار بود. وی صاحب یک مغازهٔ قالیشویی بود و قرار بود همزمان با نوروز، جشن ازدواجش را برگزار کند.

## کشته شدن
وحید دامور، ۲۶ آبان ۱۳۹۸ طبق معمول هر روز به محل کارش، دفتر قالی‌شویی رفت و تا غروب در مغازه ماند. ساعت ۸ شب مادرش با او تماس گرفت و گفت «پسرم زود برگرد خیابان‌ها شلوغ است و من نگرانت هستم.» پس از آن وحید مغازه‌اش را تعطیل کرد و به همراه دوست و شریکش راهی منزل شد. در جادهٔ ملارد، ابتدای شهرک منظریهٔ فردیس، از پشت‌بام پایگاه بسیج، نیروهای امنیتی به مردم معترض شلیک می‌کردند. در این هنگام، ۲ گلوله از پشت، به ریهٔ وحید دامور که در حال عبور از خیابان بوده‌است، اصابت کرد. بلافاصله توسط شریکش که در آن لحظه همراهش بود، به «درمانگاه پارس» منتقل شد. کادر درمان تأکید کردند که می‌بایست او به بیمارستان منتقل شود، اما زمان زیادی طول کشید تا آمبولانس برای انتقال او به بیمارستان از راه برسد. در این فاصله، وحید خونریزی شدید داشته و خون زیادی را از دست داد. پس از آن شریک وحید با مادرش تماس گرفت و از انتقال پسرشان به بیمارستان امام خمینی محمدآباد خبر داد. هنگامی که خانوادهٔ دامور به بیمارستان رسیدند، به آنها اطلاع داده می‌شود که پسرشان را به اتاق عمل برده‌اند و پس از ۲ الی ۳ ساعت، خبر درگذشت وحید را به خانواده اعلام می‌کنند.
پیکر وحید دامور روز ۲۸ آبان ۱۳۹۸ در بهشت سکینهٔ کرج به خاک سپرده شد.

## حواشی
- پس از اعلام خبر درگذشت وحید دامور به خانواده، مأموران حراست بیمارستان با آنها برخوردی ناشایست کردند و برادرش را مورد ضرب و شتم قرار دادند.[۹] آنها گفته بودند پیکر وحید را با آمبولانس از در پشت بیمارستان به سردخانهٔ بهشت سکینه انتقال داده‌اند.[۴]
- روز ۲۷ آبان ۱۳۹۸، پدر وحید دامور و برادرش برای تحویل گرفتن پیکر، به بهشت سکینه مراجعه می‌کنند اما به آنها گفته شد که همه جنازه‌ها را به تهران منتقل کرده‌اند.[۴]
- غروب ۲۷ آبان، منوچهر بختیاری، پدر پویا بختیاری که در بهشت سکینه با پدر وحید آشنا شده بود، با وی تماس گرفت و گفت: «بیایید جنازه را تحویل بگیرید وگرنه خودشان می‌برند و خاکسپاری می‌کنند.»[۴]
- پس از مراجعهٔ مجدد به بهشت سکینه، با گرفتن چند تعهدنامه، پیکر وحید دامور را به خانواده تحویل دادند. بر اساس تعهدها، آنها حق ندارند با رسانه‌های خارجی صحبت کنند یا چیزی در مورد مرگ فرزندشان برای آنها ارسال کنند. همچنین حق شکایت و «حق شلوغ کردن» ندارند.[۴]
- در گواهی فوت وحید دامور، علت مرگ، «عملکرد وسایل جنگی در خارج از جنگ و برخورد گلوله» نوشته شده‌است.[۷]
- نیروهای امنیتی و خبرنگاران، قصد مصاحبه با خانواده و «شهید امنیت» خواندنِ وحید دامور را داشتند که با ممانعت خانواده روبرو شدند.[۶]
- ۵ دی ۱۳۹۸، هنگامی که خانوادهٔ دامور به منظور برگزاری مراسم چهلم فرزندشان به بهشت سکینه مراجعه کردند، مأموران امنیتی مانع برگزاری مراسم شدند و برادر بزرگ وحید دامور را بازداشت کردند. برادر وحید، ۵ روز در بازداشت اداره اطلاعات بوده و در این مدت مورد شکنجه قرار گرفته و بعد از آزادی، او را از کشور ممنوع‌الخروج کردند.[۴]
- سعید دامور، برادر وحید دامور به اتهام اقدام علیه امنیت ملی، به یک سال حبس و ۷۴ ضربه شلاق محکوم شد.[۱۰]
- پس از گذشت ۹ ماه، دادگاهی برای معرفی قاتل وحید دامور برگزار نشده[۱۱] و خانواده دامور خواهان اجرای عدالت و خواستار برگزاری دادگاهی برای معرفی و جزای قاتل فرزند خود شدند.[۱۲][۴]